# 宗像三女神

アマテラスとスサノヲの誓約（『古事記』に基づく） SVGで表示（対応ブラウザのみ）

宗像三女神（むなかたさんじょしん）は、宗像大社（福岡県宗像市）を総本宮として、日本全国各地に祀られている三柱の女神の総称である。記紀に於いてアマテラスとスサノオの誓約で生まれた女神らで宗像大神（むなかたのおおかみ）、道主貴（みちぬしのむち）とも呼ばれ、あらゆる「道」の最高神として航海の安全や交通安全などを祈願する神様として崇敬を集めている。

## 概要
この三女神は、日本から大陸及び古代朝鮮半島への海上交通の平安を守護する神。海北道中の島々（沖津宮・沖ノ島、中津宮・筑前大島）と辺津宮・宗像田島に祀られ、大和朝廷によって古くから重視された神々。ムナカタの表記は、『記・紀』では胸形・胸肩・宗形の文字で表している。
アマテラスが国つくりの前（天孫降臨より以前）、「うけい」により生まれたこの三女神に対し「九州から半島、大陸へつながる海の道（海北道中）へ降りて、歴代の天皇を助けると共に歴代の天皇から篤い祭りを受けよ」と神勅を示した。このことから、三女神は現在のそれぞれの地に降臨し、祀されるようになった。これが宗像大社が祀る、沖津宮の「田心姫神（タゴリヒメ）」、中津宮の「湍津姫神（タギツヒメ）」、辺津宮の「市杵島姫神（イチキシマヒメ）」である。古代、畿内から九州を経由し渡海した遣隋使や遣唐使、遣新羅使もこの海北道中の島々を目印としていた記録が宗像大社神宝館の説明にある。
この三女神はアマテラスとスサノヲの誓（うけい）の結果から生まれたという。スサノヲの邪心を疑ったアマテラスは彼の本心を確かめるために誓約する。スサノヲがたばさんでいる剣を天の真名井ですすぎ、口で噛みくだいてキリとして吐き出した。そうして生まれたという。娘たちに「あなたたち三神は、道中（みちなか）に降臨して天孫を助け奉り、天孫に祭（いつ）かれよ」と命じた。道中とは玄界灘である。
『古事記』神代上巻に「この三柱の神は、胸形君等のもち拝（いつ）く三前（みまえ）の大神なり」とあり、元来は宗像氏（胸形氏）ら筑紫（九州北部）の海人族が古代より集団で祀る神であったとされる。海を隔てた大陸や半島との関係が緊密化（神功皇后による三韓征伐など）により土着神であった三神が4世紀以降、国家神として祭られるようになったとされる。
『日本書紀』については、卷第一・神代上・第六段の「本文」とその「一書」で天照大神と素戔嗚尊の誓約の内容が多少異なる。最初の降臨地は、福岡県の宗像地方東端の鞍手郡鞍手町の六ヶ岳という山で、筑紫国造の田道命の子孫、長田彦（小狭田彦）が、天照大神の神勅をうけて神籬を建てたのが祭祀の始まり。『宗像大菩薩御縁起「筑前国風土記逸文」』『香月文書』『六ケ岳神社記』『福岡県神社誌』など。天照大神が「汝三神（いましみはしらのかみ）、道の中に降りて居（ま）して天孫（あめみま）を助け奉（まつ）りて、天孫の為に祭られよ」との神勅を授けたと記されている。これは現代まで祭祀が続く御神名とその鎮座地が明確に記載される記述では、最も古い。
なお、第三の「一書」では、この三女神は先ず筑紫の宇佐嶋の御許山に降臨し宗像の島々に遷座されたとあり、宇佐神宮では本殿二之御殿に祀られ、この日本書紀の記述を神社年表の始まりとしている。八幡神の比売大神である。
別称の「道主貴」の「ムチ」は「貴い神」を表す尊称とされ、神名に「ムチ」が附く神は道主貴のほかには大日孁貴（オホヒルメノムチ、天照大神）、大己貴命（オホナムチ、大国主）のわずかしか見られない。

## 化生した順

### 『古事記』
『古事記』では、化生した順に以下の三神としている。
- 沖ノ島の沖津宮 - 多紀理毘売命（たぎりひめ） 別名 奥津島比売命（おきつしまひめ）
- 大島の中津宮 - 市寸島比売命（いちきしまひめ） 別名 狭依毘売（さよりびめ）
- 田島の辺津宮（へつみや） - 多岐都比売命（たぎつひめ）

この三社を総称して宗像三社と呼んでいる。

### 『日本書紀』
『日本書紀』では以下のようになっている。
- 本文
  - 沖津宮 - 田心姫（たごりひめ）
  - 中津宮 - 湍津姫（たぎつひめ）
  - 辺津宮 - 市杵嶋姫（いちきしまひめ）
- 第一の一書
  - 沖津宮 - 瀛津嶋姫（おきつしまひめ）
  - 中津宮 - 湍津姫（たぎつひめ）
  - 辺津宮 - 田心姫（たごりひめ）
- 第二の一書
  - 沖津宮 - 市杵嶋姫（いちきしまひめ）
  - 中津宮 - 田心姫（たごりひめ）
  - 辺津宮 - 湍津姫（たぎつひめ）
- 第三の一書
  - 沖津宮 - 瀛津嶋姫（おきつしまひめ） 別名 市杵嶋姫（いちきしまひめ）
  - 中津宮 - 湍津姫（たぎつひめ）
  - 辺津宮 - 田霧姫（たぎりひめ）

玄界灘に浮かぶ沖ノ島は世界文化遺産に登録され、島には沖津宮があり田心姫神を祀っている。島には古代祭祀遺構があり出土品は一括して国宝に指定されている（邊津宮にある宗像大社神宝館にて展示されている）。

### 宗像大社の社伝
宗像大社の社伝では、以下のようになっている（三女神の神名や配列などに　古来、種々の変遷もあったが現在では以下のようになっている）。
- 沖津宮 - 田心姫神（たごりひめ）
- 中津宮 - 湍津姫神（たぎつひめ）
- 辺津宮 - 市杵島姫神（いちきしまひめ）

## 宗像三女神を祭神とする全国の神社
海の神・航海の神として信仰されている。宗像大社のほか各地の宗像神社・宮地嶽神社・厳島神社・八王子社・天真名井社・石神神社などで祀られている。八幡社の比売大神としても宇佐神宮や石清水八幡宮で祀られている。
宗像系の神社は日本で5番目に多いとされ、そのほとんどが大和及び伊勢、志摩から熊野灘、瀬戸内海を通って大陸へ行く経路に沿った所にある。なお、八王子神社は五男三女神を祀る神社である。

### 神社一覧
宗像大社 - 福岡県宗像市田島鎮座 総本社
- 宗像神社 - 全国各地
- 厳島神社 - 広島県廿日市市厳島鎮座 安芸国一宮
  - 厳島神社 - 全国各地
- 網走神社 - 北海道網走市鎮座 北見国一宮
- 善知鳥神社 - 青森県青森市安方鎮座
- 八戸三嶋神社 - 青森県八戸市鎮座
- 隠津島神社 (郡山市湖南町福良) - 福島県郡山市湖南町鎮座
- 隠津島神社 (二本松市) - 福島県二本松市木幡鎮座
- 都野神社 - 新潟県長岡市鎮座
- 江島神社 - 神奈川県藤沢市江の島鎮座
- 前川神社 - 埼玉県川口市鎮座
- 天宮神社 - 静岡県周智郡森町天宮鎮座
- 藤切神社 - 滋賀県東近江市甲津畑町鎮座
- 阿自岐神社 - 滋賀県鎮座
- 市比賣神社 - 京都市下京区河原町鎮座
- 繁昌神社 - 京都市下京区繁昌町鎮座
- 日向大神宮 - 京都市山科区鎮座
- 八坂神社美御前社 - 京都八坂神社内末社
- 穴水大宮 - 石川県穴水町鎮座
- 四所神社 (豊岡市) - 兵庫県豊岡市鎮座
- 阿智神社 (倉敷市) - 岡山県倉敷市本町鎮座
- 亀山神社 - 広島県三原市鎮座
- 岩國白蛇神社 - 山口県岩国市鎮座
- 日招八幡大神社 - 愛媛県松山市鎮座
- 蒲生八幡神社 - 福岡県北九州市小倉南区蒲生鎮座
- 六嶽神社 - 福岡県鞍手町六ヶ岳鎮座
- 慈島宮（厳島神社に改名） - 福岡県宗像市地島鎮座
- 七夕神社 - 福岡県小郡市大崎鎮座
- 薦神社 - 大分県中津市鎮座
- 田島神社- 佐賀県唐津市呼子町加部島鎮座
- 淵神社 - 長崎県長崎市淵町鎮座
- 須賀神社（須加神社） - 東京都・三重県・兵庫県・佐賀県など各地に鎮座
- 粟皇子神社 - 三重県伊勢市二見町松下字鳥取に鎮座　（神宮125社の一つ）

宗像三女神のうち、田心姫神を主祭神とする神社。
- 宗像大社沖津宮 - 福岡県宗像市沖ノ島鎮座
- 日光二荒山神社 - 栃木県日光市鎮座
- 瀧尾神社 - 栃木県宇都宮市等各所鎮座
- 網戸神社 - 栃木県小山市鎮座
- 興津宗像神社 - 静岡県静岡市清水区興津中町鎮座
- 深島神社 - 愛知県名古屋市北区柳原鎮座
- 瀧浪神社 - 石川県小松市鎮座
- 小汐井神社 - 滋賀県草津市大路鎮座
- 新日吉神宮 - 京都府京都市東山区鎮座
- 一宮神社 (神戸市) - 兵庫県神戸市中央区山本通鎮座 生田裔神八社の1社
- 津門神社 - 島根県江津市波子町鎮座

宗像三女神のうち、湍津姫神を主祭神とする神社。
- 宗像大社中津宮 - 福岡県宗像市大島鎮座
- 岩木山神社 - 青森県弘前市百沢鎮座 津軽国一宮
- 石峰山石神社 - 宮城県石巻市雄勝町鎮座
- 高津比咩神社 - 千葉県八千代市高津鎮座
- 奥津嶋神社 - 滋賀県近江八幡市沖島町鎮座
- 大嶋神社奥津嶋神社 - 滋賀県近江八幡市北津田町鎮座
- 三宮神社 (神戸市) - 兵庫県神戸市中央区三宮町鎮座 生田裔神八社の1社

宗像三女神のうち、市杵島姫神を主祭神とする神社。
- 宗像大社辺津宮 - 福岡県宗像市田島鎮座
- 市杵島神社 - 全国各地
- 関川神社 - 愛知県豊川市赤坂町関川神社鎮座
- 八百富神社 - 愛知県蒲郡市竹島町鎮座
- 都久夫須麻神社 - 滋賀県長浜市竹生島鎮座
- 白雲神社 - 京都府京都市上京区京都御苑内鎮座
- 岩戸神社 - 大阪府八尾市大字教興寺鎮座
- 高天彦神社 - 奈良県御所市鎮座
- 氷室神社 (神戸市) - 兵庫県神戸市兵庫区氷室鎮座
- 四宮神社 (神戸市) - 兵庫県神戸市中央区中山手通鎮座 生田裔神八社の1社
- 丹生官省符神社 - 和歌山県伊都郡九度山町慈尊院鎮座

宗像三女神のうち、多岐津姫命、市杵島姫命、田心姫神を主祭神とする神社。
- 田嶋神社 - 佐賀県伊万里市波多津町畑津鎮座

市杵島姫神は中津島姫命の別名とされ大山咋神と供に主祭神とする神社。
- 松尾大社 - 京都市西京区鎮座 総本社
  - 松尾神社 - 全国各地

市杵島姫神は鎌倉時代に行勝上人により厳島神社から勧請され丹生都比売神社の主祭神のうち第四殿の祭神となった。
- 丹生都比売神社 - 和歌山県伊都郡かつらぎ町鎮座 総本社 
  - 丹生神社 - 全国各地

市杵島姫神は弁才天と同一視（本地垂迹）されることも多く、古くから弁才天を祀っていた神社では明治以降、市杵島姫神や宗像三女神を祀っている神社も多い。
- 弁財天宮 - 長崎県新上五島町有川郷鎮座
- 銭洗弁財天宇賀福神社 - 神奈川県鎌倉市佐助鎮座
- 宇佐八幡宮
- 天河大弁財天社 - 奈良県吉野郡天川村坪内鎮座
- 大神祖神社
- 須佐中嶋弁財天社 - 山口県萩市須佐鎮座
- 石清水八幡宮
- 鶴岡八幡宮